# 局灶性肺积气
局灶性肺积气（focal lung pneumatosis）是肺内空气或气体的密闭囊袋（封闭气腔），包括肺小疱（bleb）、肺大疱（bulla）、肺囊肿、肺空洞（lung cavity）。小疱和大疱可以根据它们的壁厚进行分类：
- 肺小疱的壁厚小于1毫米。[4]根据放射学定义，它的直径不超过1厘米。[5]根据病理学定义，它起源于胸膜（而不是肺实质）。[6]
- 肺大疱的壁厚小于1毫米。 根据放射学定义，扩张状态下直径大于1厘米。 根据病理学定义，它起源于肺实质（而不是胸膜）。肺大疱是由于各种原因导致肺泡腔内压力升高，肺泡壁破裂，互相融合，在肺组织形成的含气囊腔。是一种不可逆转的肺部病损，故无有效的药物治疗。手术是唯一可以根治的治疗措施。巨型肺大疱是指至少占据一侧胸腔30%的大疱。
- 肺囊肿的壁厚不大于4毫米。 已建议最小壁厚为1毫米， 但薄壁囊袋也可包含在该定义中。[7]
- 肺空洞的壁厚超过4毫米。

上述术语，当用到肺以外的部位时，通常意味着液泡。 
肺囊肿见于大约8%的普通人群，老年人患病率增加，并且与肺气肿无关。 它们可能是肺部老化变化的一部分，并导致其一氧化碳瀰漫量略有下降。 多发肺囊肿的存在可能表明需要评估大疱性或囊性肺病的可能性。 空化表明严重感染或肺癌。
  

## 肺小疱或肺大疱
引起小疱或大疱的最常见疾病是间隔旁肺气肿，但有时可能涉及小叶中心肺气肿。 与肺大疱相关的其他疾病包括：
- α 1-抗胰蛋白酶缺乏症
- 埃勒斯-當洛综合症
- 馬凡氏综合症
- 吸食可卡因
- 结节病
- 艾滋病毒/艾滋病
- 静脉药物滥用

## 肺囊肿
肺囊肿不一定与许多囊性肺疾病中看到的囊肿类型相同。例如肺囊虫肺炎中的囊肿与肺囊肿不同。
囊性肺疾病包括：
- 朗格汉斯细胞组织细胞增生症
- 淋巴管平滑肌增生
- 淋巴细胞性间质性肺炎
- 肺孢子菌肺炎
- 肺淀粉样变性
- 轻链沉积病
- 肺转移很少引起多发囊性肺病变。这种表现形式已在转移性肉瘤中进行了描述。

## 偶发性小疱和囊肿
局灶性肺积气是CT扫描等偶然成像发现，没有可疑发现（例如表明上述任何疾病的发现），通常不表示进一步随访。

## 肺空洞
通常与肺组织空洞相关的两种传染病是结核分枝杆菌和肺炎克雷伯菌。空洞的形成是由于组织坏死，并创造了一个允许病原体数量增加并进一步传播的环境。 
在没有感染症状的情况下，带有空洞的肺结节是疑似肺癌。